# Royal Blood
I Royal Blood sono un duo rock britannico formatosi nel 2011 a Brighton.

## Storia del gruppo

### 2011-2014: primi anni eOut of the Black
I Royal Blood si sono formati a seguito dell'incontro tra il bassista e cantante britannico Mike Kerr (già tastierista dei Hunting the Minotaur) e il batterista australiano Matt Swan avvenuto a Brighton. Una volta trasferiti a Coolangatta, in Australia, il duo ha iniziato a comporre i primi brani, tra cui il singolo Leaving, uscito il 6 giugno 2011, e a tenere i primi concerti nella zona di Brisbane tra il 2011 e il 2012. Dopodiché Kerr ha fatto ritorno nel Regno Unito, dove ha iniziato a lavorare con il batterista Ben Thatcher, un amico di lunga data con il quale aveva suonato nei Flavour Country nella metà degli anni duemila.
Il 27 giugno 2013 il batterista degli Arctic Monkeys Matt Helders, in occasione del loro concerto al Festival di Glastonbury, ha indossato una maglietta dei Royal Blood al fine di promuoverli nonostante l'assenza di pubblicazioni in studio da parte del duo. La prima uscita del gruppo è avvenuta il 23 settembre 2013, quando è stato reso disponibile il singolo Out of the Black, accompagnato nel lato B dal brano Come on Over. Nel novembre 2013 è stato annunciato che i Royal Blood avrebbero supportato gli Arctic Monkeys per due concerti all'aperto a Finsbury Park nel maggio 2014, mentre nel mese seguente hanno ricevuto una candidatura per il BBC Sound of 2014.
L'11 febbraio 2014 il duo ha pubblicato il secondo singolo Little Monster, seguito esattamente un mese più tardi dall'EP Out of the Black, distribuito in Australia e Nord America e comprendente tutti i brani da loro pubblicati fino a quel momento: Out of the Black, Little Monster, Come on Over e Hole.

### 2014-2015:Royal Blood
Il 25 agosto 2014 è stato pubblicato l'omonimo album di debutto, Royal Blood, che ha ottenuto un buon successo commerciale e ha ricevuto un responso positivo da parte della critica specializzata, grazie anche al successo ottenuto con il singolo Figure It Out; è stato inoltre l'album rock che ha venduto più copie in meno tempo in Regno Unito in tre anni.  Nel mese di novembre 2014 il chitarrista dei Led Zeppelin Jimmy Page ha espresso la propria ammirazione per il gruppo, dichiarando:
Il disco è stato promosso da una lunga tournée europea svoltasi nel 2015, iniziato il 10 gennaio in Germania e terminato in Svezia il 23 marzo. Nel mese di maggio il gruppo ha partecipato alla BBC in Radio 1's Big Weekend a Glasgow, oltre ad essere apparso al Download Festival e al Festival di Glastonbury a giugno. Invece hanno preso parte al T in the Park in luglio, e ai Festival di Reading e Leeds e di Osheaga in agosto. La band con Iggy Pop supporta i Foo Fighters in alcune date del loro tour statunitense e britannico del 2015.

### 2016-2018:How Did We Get So Dark?

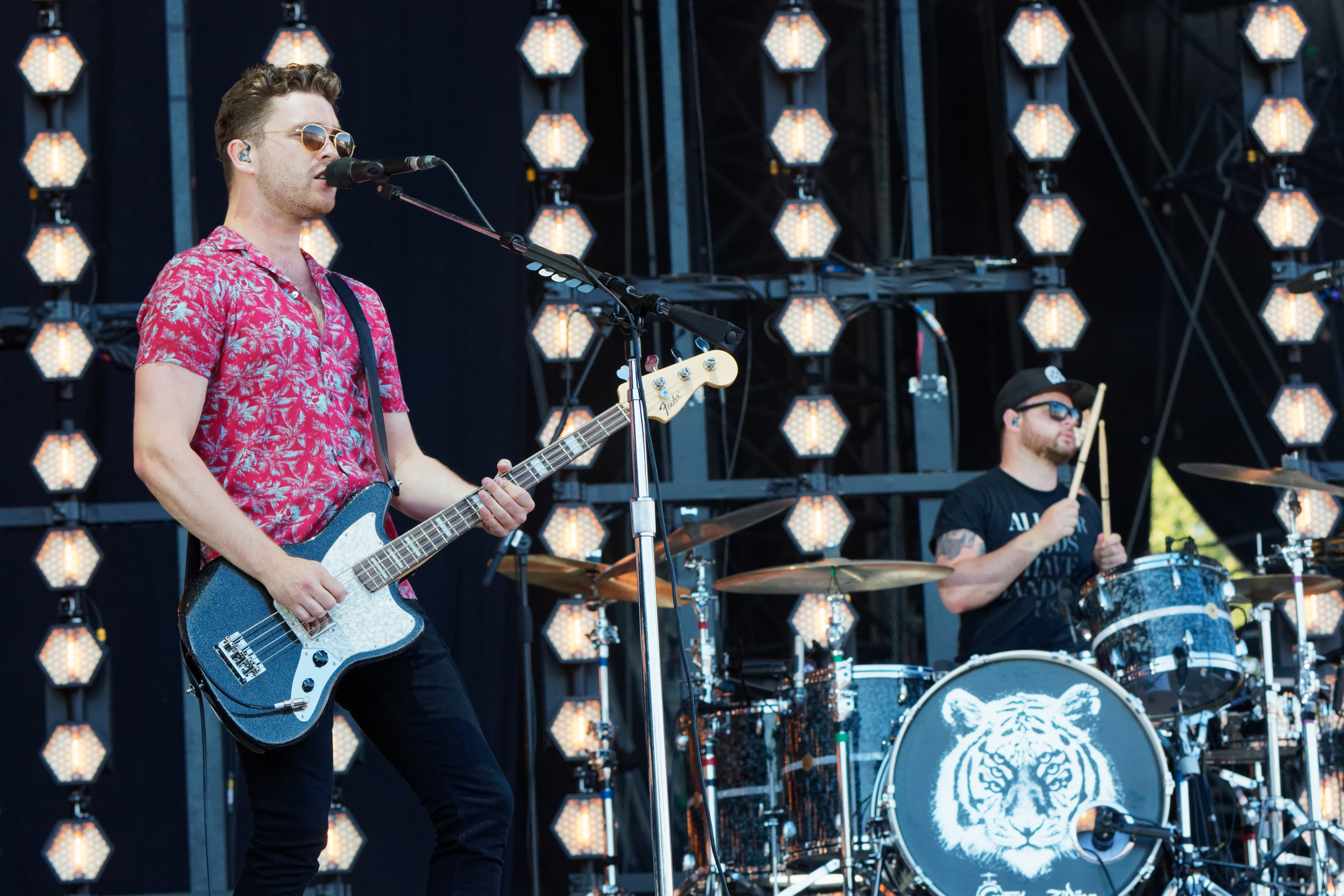
I Royal Blood in concerto nel 2017

Il 1º aprile 2016 i Royal Blood hanno pubblicato il brano inedito Where Are You Now?, incluso nella colonna sonora della serie televisiva statunitense di HBO, Vinyl.
L'11 aprile 2017 il duo ha annunciato il secondo album in studio How Did We Get So Dark?, la cui uscita è avvenuta il 16 giugno dello stesso anno, e due giorni più tardi hanno pubblicato il primo singolo Lights Out. Nel periodo antecedente alla pubblicazione dell'album, il duo ha pubblicato i video per i brani Hook, Line & Sinker e I Only Lie When I Love You, resi disponibili attraverso il proprio canale YouTube rispettivamente il 16 maggio e il 2 giugno.
Il disco è stato promosso dal relativo tour svoltosi a maggio dello stesso anno nel Regno Unito, passando per gli Stati Uniti d'America tra giugno e agosto e toccando il resto dell'Europa tra ottobre e novembre. Dal disco sono stati estratti inoltre come singoli l'omonimo How Did We Get So Dark?, uscito a ottobre insieme al relativo video sei giorni dopo, e Hole in Your Heart, oltre al video per Look Like You Now. Tra dicembre 2017 e giugno 2018 l'album è stato promosso da una seconda tournée statunitense che ha visto i Royal Blood esibirsi sia da headliner sia come gruppo di supporto ai Queens of the Stone Age.

### 2019-2022:Typhoons
Nel 2019 i Royal Blood sono tornati in attività attraverso una nuova tournée europea che si è svolta tra i mesi di luglio e agosto; nella data tenuta ad Amburgo il 24 luglio il duo ha presentato per la prima volta dal vivo i brani inediti Boilermaker e King. A partire da marzo 2020 il gruppo ha cominciato le registrazioni per il terzo album in studio, isolandosi per un periodo di cinque settimane. Il 24 settembre dello stesso è stato presentato il primo singolo Trouble's Coming, accompagnato dal relativo video il 23 ottobre seguente.
Il 21 gennaio 2021 è stato annunciato il terzo album Typhoons e reso disponibile il singolo omonimo. Il disco è stato pubblicato il 30 aprile dello stesso anno ed è stato anticipato anche dal terzo singolo Limbo e dal video di Boilermaker, usciti rispettivamente il 25 marzo e il 13 aprile. Al pari dei precedenti dischi ha debuttato in vetta alla Official Albums Chart britannica vendendo 32 000 unità nel corso della prima settimana.
Nella primavera del 2022 il gruppo ha intrapreso una tournée britannica e statunitense al fine di promuovere il disco, spostandosi in Europa in estate. Per l'occasione è stato presentato il singolo inedito Honeybrains, pubblicato come tale il 17 marzo insieme al relativo video.

### 2023-presente:Back to the Water Below
Il 25 maggio 2023 il duo è tornato sulle scene musicali con il singolo Mountains at Midnight, volto ad anticipare il quarto album, il primo nella loro carriera ad essere stato prodotto unicamente dagli stessi Kerr e Thatcher. A seguito ha fatto seguito un secondo singolo, Pull Me Through, diffuso il 13 luglio insieme al relativo video. Tra maggio e luglio i Royal Blood hanno ripreso l'attività dal vivo esibendosi sia come artisti di supporto ai Muse in occasione della loro seconda tappa europea del Will of the People World Tour, sia come headliner presso alcune città europee e britanniche dove hanno presentato i due singoli e una selezione di brani dai tre album precedenti.
L'album, intitolato Back to the Water Below, è stato pubblicato il 1º settembre 2023 e verrà promosso da una tournée che avrà luogo nell'America del Nord, Regno Unito e Irlanda tra settembre e novembre.

## Formazione
Attuale
- Mike Kerr – voce, basso, tastiera (2011-presente)
- Ben Thatcher – batteria (2013-presente)

Turnisti
- Jodie Scantlebury – cori, percussioni (2020-2021)
- Zarif Davidson – cori, percussioni (2020-2021)
- Darren James – tastiera, cori (2021-presente)

Ex componenti
- Joe Dennis – chitarra (2011)
- Matt Swan – batteria (2011-2012)

## Discografia
- 2014 – Royal Blood
- 2017 – How Did We Get So Dark?
- 2021 – Typhoons
- 2023 – Back to the Water Below